# 알칼리혈증
알칼리혈증(Alkalosis)은 동맥 혈장의 수소 이온 농도의 감소로 나타나는 결과이다. 산성혈증(혈청 pH 7.35 이하)과 대조적으로 알칼리혈증은 혈청 pH 농도가 정상 수준보다 더 높을 때 발생한다. (7.45 이상) 알칼리혈증은 보통 호흡성 알칼리증, 대사성 알칼리증이라는 분류로 나뉜다.

## 증상
대사성 알칼리혈증은 보통 저칼륨혈증을 동반하며 이로 인해 근육 약화, 근육통, 근경축, 근경련을 일으킬 수 있다.
저칼슘혈증을 유발할 수도 있다. 혈액 pH가 증가할수록 혈내 수송 단백질(예: 알부민)이 음이온으로 더 이온화된다. 이로 인해 혈액 내에 존재하는 유리칼슘이 알부민과 더 강력히 결합되게 된다. 심각한 경우 테타니를 유발할 수 있다.

## 병인
호흡성 알칼리혈증은 과호흡에 의해 발생하며 이산화 탄소의 소실이 발생하게 된다.
대사성 알칼리혈증은 반복되는 구토로 발생할 수 있으며 위의 염산이 소실되는 결과를 낳는다. 심각한 탈수와 알칼리의 소비는 다른 병인이다.

## 같이 보기
- 산성혈증
- 화학 평형
- 수소 이온 농도 지수